# Vilhelm Bjerke Petersen
Vilhelm Bjerke Petersen (24. december 1909 på Frederiksberg – 13. september 1957 i Halmstad, Sverige) var en dansk kunstmaler, søn af Carl V. Petersen (kunsthistoriker, kunstkritiker og direktør fra Den Hirsprungske Samling fra 1923) og Anna Bjerke. Gift med kunstneren Elsa Thoresen fra 1935 til 1953, som han også arbejdede sammen med, og derefter resten af livet med den svenske skuespillerinde Eva-Lisa Lennartsson.
Stilistisk repræsenterer Bjerke Petersen både abstrakt og figurativ surrealisme. Hans definition af surrealismen udviklede og ændrede sig markant, lidt forsinket men i overensstemmelse med de kontroverser den internationale surrealistbevægelse oplevede. Denne udvikling førte til et voldsomt brud med kunstnerne Ejler Bille og Richard Mortensen.  Udover sine værker har han udgivet bøger og artikler om abstrakt og surrealistisk kunst. Han var fra 1933-1934 en del af kunstnergruppen Linien, der også talte Henry Heerup og Gustaf Munch-Petersen. Som kommunist måtte han flygte til Sverige i 1944, ikke mindst grundet collagen 'Førerne og idealerne' fra 1935. Collagen forestiller Adolf Hitler og hans officerer som krigsofre med amputerede lemmer.

## Uddannelse
Ifølge Bjerke Petersen ved han tidligt, at han vil være kunstner, og familien bakker dette op. Han modtager tegneundervisning af kunstneren P. Rostrup Bøyesen (1882-1952) - en ven af familien. Derefter går han på Harald Giersings maleskole (1926-27). Men da Bjerke Petersen og faderen er meget kritiske overfor Det Kgl. Danske Kunstakademis utidssvarende undervisning, søger Bjerke Petersen ind på Statens Kunstakademi i Oslo (1927 - 1929) under professor Axel Revold (1887-1962). Derefter bliver han som den eneste dansker elev på Bauhaus-skolen i Dessau (1930-31), hvor han modtager undervisning af Wassily Kandinsky og Paul Klee.

## Vægudsmykninger
Vilhelm Bjerke Petersens interesse for de store vægudsmykninger næres af hans ophold på Bauhaus-skolen og af hans tid i Norge. Professor Axel Revold er en af hovedskikkelserne indenfor det norske monumentalmaleri, og udsmykker bl.a. børsen i Bergen. For Bjerke Petersen udvikler vægudsmykningerne sig til en kunstnerisk metode. Udsmykningen af børnehaven, skolerne, fabrikskantinen og boligblokkene bliver et medie til at nå ud i rum, hvor mange mennesker færdes dagligt. 
Den kunstneriske strategi er et resultat af Bjerke Petersens definition af surrealismen. Han mener, at surrealismen skal udgøre en del af den politiske (kommunistiske) revolution. Samtidig er han inspireret af Sigmund Freud og psykoanalysen og ønsker at skabe en revolution og at frisætte mennesket ved at betone de instinktive oplevelser. Målet med udsmykningerne er at skabe revolution på både det personlige og det samfundsmæssige plan.
- 1930: Naturalistiske udsmykninger på Birkerød Statsskole (findes i Fyns Kunstmuseums samling).
- 1932: Bjerke Petersen går i gang med en stor udsmykning af Højdevangens Skole på Amager finansieret af Ny Carlsbergfondet. Denne bliver først færdiggjort i 1937 med hjælp fra kunstneren Elsa Thoresen. Udsmykningen er fordelt på to etager på skolens hovedtrappe. I nederste del er temaet 'vand og mennesker'. I øverste del er temaet 'modernitet'.
- 1939: Bjerke Petersen og Elsa Thoresen færdiggør en større udsmykningsopgave (13 store malerier) i ejendommen Ved Volden på Christianshavn. Ni af malerier er signeret af begge kunstnere. Fire er kun signeret af Bjerke Petersen.
- 1940: Udsmykning af beboelsesejendom på Frederiksberg.
- 1941: Udsmykning af beboelsesejendom på Østerbro.
- 1941: Udsmykning af børnehaven Bispebjerg Terrasser (eksisterer ikke mere)
- 1943: Lampefabrikken LYFAs kantine
- 1953: Stadsbiblioteket i Halmstad (nu kulturcenter for unge)
- 1955: Sportshal i Halmstad

Hans værker kan bl.a. ses på Fyns Kunstmuseum, Randers Kunstmuseum og Nordjyllands Kunstmuseum.